# Conception (Missouri)
Conception è una comunità non incorporata nella parte orientale della contea di Nodaway nel Missouri, negli Stati Uniti d'America. Si trova a circa undici miglia a sudest di Maryville sulla U.S. Route 136. È molto vicino a Conception Junction (che era l'incrocio ferroviario). Conception è la sede della Conception Abbey.

## Storia
Conception è stata fondata da padre Powers e altri. Prende il nome dal dogma cattolico della Immacolata Concezione (Immaculate Conception in inglese). È spesso nota per il suo nome di luogo insolito.